# Културна баштина Републике Српске (књига)
Културна баштина Републике Српске (енгл. The cultural heritage of Republika Srpska) је стручна монографија историчара уметности Љиљане Шево (1962) објављена 2003. године у издању издавачке куће Православна реч из Новог Сада. Монографија је двојезична, текст штампан двостубачно, на српском и енглеском језику. Преводилац на енглески језик је Веселин Костић.

## О аутору
Љиљана Шево је рођена у Бања Луци 1962. године. Факултет и докторске студије је завршила на Филозофском факултету у Београду.
Ради као редовни професор на Академија умјетности - Катедри за историју и теорију ликовних умјетности у Бања Луци. Аутор је многих научних радова.

## О делу
У књизи је дат приказ историјског развоја градова и насеља, културна баштина Репубике Српске, њена обележја и специфичности.
Приказани су споменици културе, архитектонски споменици, археолошка налазишта, манастири, ликовна уметост...
Идеја ауторке је била да представи лпкалитете у Републици Српској, праисторијска и римска налазишта, стећке, старе градове и утврђења, грађевине сачуване од средњег века до данас; сва културна добра у Републици Српској која су остала сачувана до данас.